# Ricardo Cobo
Ricardo Hernando Cobo Lloreda (Cali, 1953), es un político y empresario colombiano. Fue concejal de la ciudad de Cali, y ejerció como Alcalde de Cali entre 1998 y 2000.

## Trayectoria
En 1995 siendo Presidente del Concejo de Cali propuso la norma de prohibición del parrillero hombre, con el fin de disminuir los robos y asesinatos ejecutados por medio de motocilcletas. El alcalde Mauricio Guzmán Cuevas la instauró oficialmente el mismo año. Tal norma estuvo vigente hasta el 9 de julio de 2019.
El 27 de octubre de 1997 Cobo resultó ganador de las elecciones locales a la Alcaldía de Cali con 160.816 votos, derrotando al también conservador Francisco José Lloreda. Durante su mandato, se construyó la Avenida Circunvalar y Cañasgordas al sur de la ciudad. Su gestión como alcalde es recordada por la creación de Metrocali, con el fin de construir un Metro para la ciudad. La propuesta del metro fue rechazada por su sucesor y se decidió la construcción del sistema de buses MIO.